# Ivankovo
Ivankovo es un municipio de Croacia en el condado de Vukovar-Sirmia.

## Geografía
Se encuentra a una altitud de 86 m s. n. m. a 280 km de la capital nacional, Zagreb.

## Demografía
En el censo 2011 el total de población del municipio fue de 8 006 habitantes, distribuidos en las siguientes localidades:
- Ivankovo - 6 194
- Prkovci - 549
- Retkovci - 1 263

| Gráfica de población de Ivankovo 1857-2011                          |
|                                                                     |
| Según los censos de población de la oficina estadística de Croacia. |